# Sörbygden
För orten i Bräcke kommun, se Sörbygden, Bräcke kommun

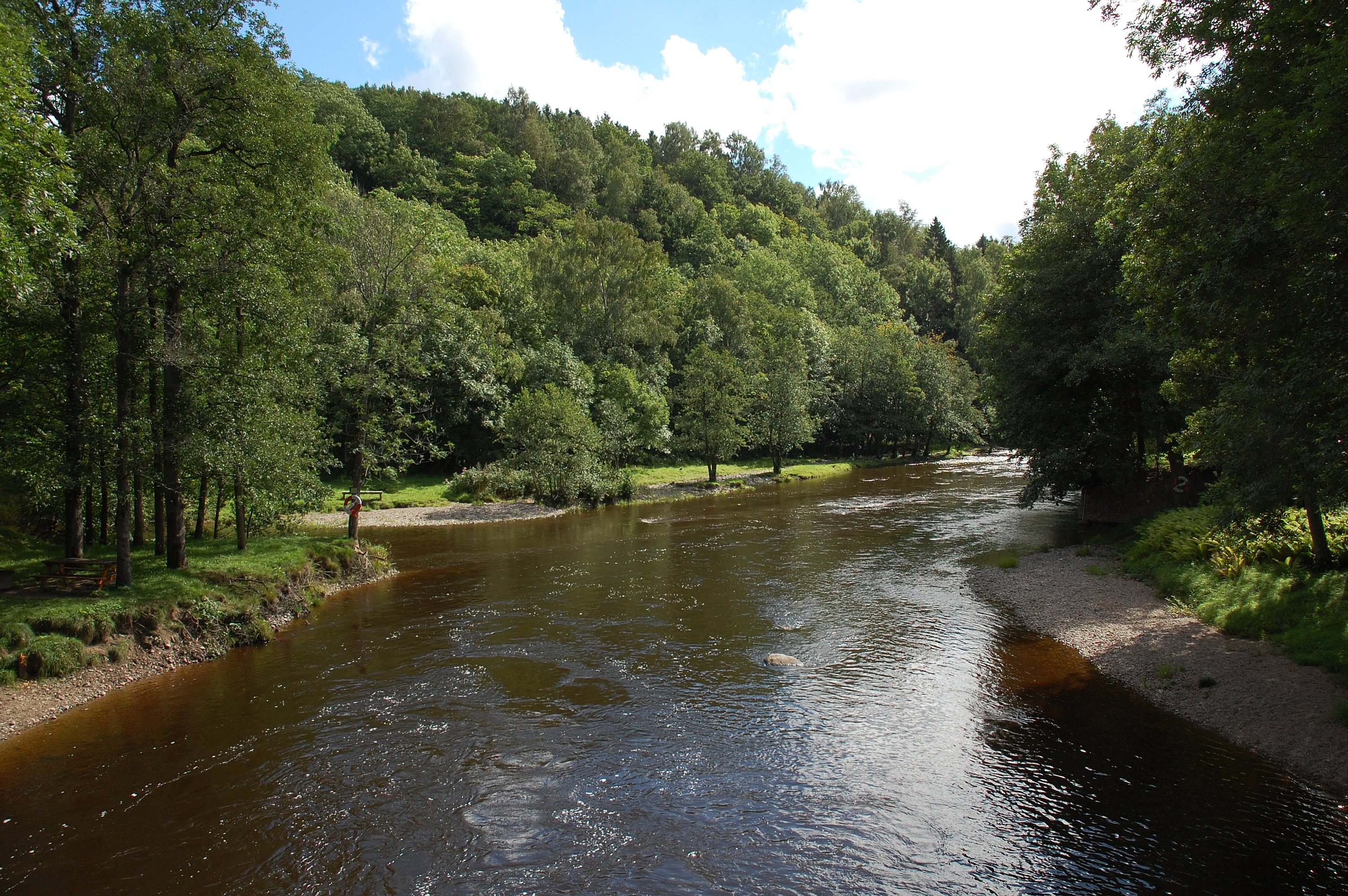
Örekilsälven vid sammanflödet med Munkedalsälven

Sörbygden är ett område i norra Bohuslän.
Sörbygden, mellan Bullarebygden och Dalsland, är rik på sjöar, skog och vildmark. Bygden genomflyts av Örekilsälven i nordsydlig riktning, och har Kynnefjäll som naturlig avgränsning i väster. Traktens enda tätort är Hedekas. 
Näringslivet präglas av jord- och skogsbruk samt småföretag. Sparsam träindustri förekommer i Hedekas. Brytning av fältspat till framförallt porslinstillverkning förekom under 1900-talet, bl.a. vid Barhult och Kopparhult i Hede socken.
Sörbygden är en gränstrakt mot Norge och har varit skådeplats för krigshandlingar. Rester av befästningar finns på ett flertal platser, t.ex. vid Hällungstad gård i Hede.
Kulturellt och språkligt finns rika anknytningar till Norge. En dialektal ordbok har utformats inom Hede Fornminnes- och Hembygdsförening (Numera Sörbygdens hembygdsförening). 
Traktnamnet Sörbygden återfinns i
- Sörbygdens härad
- Sörbygdens landskommun
- Sörbygdens församling